# أل مور
أل مور (بالإنجليزية: Al Moore) هو لاعب كرة قاعدة أمريكي، ولد في 4 أغسطس 1902 في بروكلين في الولايات المتحدة، وتوفي في 29 نوفمبر 1974.

## وصلات خارجية
- أل مور على موقعبيزبول رفرنس.كوم (الدوري الرئيسي) (الإنجليزية)